# Вилла Юлия
Вилла Юлия (пол. Willa Julia) — дом, находящийся на улице Лясоты, 2 в краковском районе Подгуже, Польша. Охраняемый памятник Малопольского воеводства. 
Дом был построен в 1903 году. Здание в эклектическом стиле спроектировал польский архитектор Станислав Экельский. Первоначально дом находился в собственности члена городского совета Подгуже и польского общественного деятеля Войцеха Беднарского, поэтому дом был названии именем его жены Юлии.
28 марта 1986 года здание было внесено в реестр памятников культуры Малопольского воеводства (№ А-694).